# Jusarve skog
Jusarve skog är ett naturreservat i Gothems socken i Region Gotland på Gotland.
Området är naturskyddat sedan 2002 och är 39 hektar stort. Reservatet består av barrskog. 